# Probabilidade epistemológica
Probabilidade epistemológica ou probabilidade Bayesiana (relacionando-se ao matemático Thomas Bayes), é uma percepção em seres humanos que representa incertezas sobre proposições quando não se tem conhecimento completo das circunstâncias causativas. Tais proposições podem ser sobre eventos passados ou futuros. Alguns exemplos de probabilidade epistemiológica são designar uma probabilidade à proposição de que uma lei da Física proposta seja verdadeira, e determinar o quão "provável" é que um suspeito cometeu um crime, baseado nas provas apresentadas.